# نوک‌آباد (دشتیاری، یک)
نوک‌آباد یا نوک‌آباد مچکور، روستایی در دهستان باهوکلات بخش باهوکلات شهرستان دشتیاری در استان سیستان و بلوچستان ایران است.

## جمعیت
بر پایه سرشماری عمومی نفوس و مسکن در سال ۱۳۹۵، جمعیت این روستا برابر با ۷۹ نفر (۲۲ خانوار) بوده‌است.